# Carù
Carù è una frazione del comune di Villa Minozzo, in provincia di Reggio Emilia; è situata nella vallata del torrente Rio, affluente di destra del fiume Secchia. La frazione è a sua volta è suddivisa in località: Gacciolina, Segalaio, Braglie, Bora, Gacciola, Budriotto (altrimenti detta Casa Germano), Fontana Gatta, Porcile, e case sparse con denominazioni del casato.
Il nome romano, Carolium, deriva da carrobium, che a sua volta proviene da quadrivium, ovvero incrocio di quattro strade; queste erano la strada romana secondaria che univa la Garfagnana con Reggio Emilia e l'attuale La Spezia (statale 63) e la Pisa-Modena.
Il primo insediamento sul territorio di Carù del quale si ha notizia è un ospedale sito in Campo Camelasio, citato in un diploma del 1102. Un secondo documento del 1106 fa riferimento ad un eremo ed annesso ospedale di San Venerio sul Monte Carolio. Carù fu data in feudo come contea a Guido Brendoli nel 1616; nel 1700 apparteneva a Flavio Flavi di Urbino, e dal 1770 al 1786 alla famiglia Signoretti di Reggio Emilia. Alla fine del XVIII secolo contava 222 abitanti.
La chiesa del paese è dedicata a San Michele ed è citata per la prima volta nel 1350 e nelle visite pastorali del XV e XVI secolo. Il 13 settembre si celebra la festa di San Venerio.